# Isola di Bute
L'isola di Bute è un'isola nella baia di Firth of Clyde nel sud-ovest della Scozia; è situata a nord dell'isola di Arran. In passato era parte della contea di Buteshire; oggi è parte dell'Unitary Authority di Argyll and Bute. L'isola ha 7.200 abitanti (2001), la città principale è Rothesay.

## Geografia
Ha una lunghezza di circa 24 km e larghezza di 8 km, e può essere divisa topograficamente in nord e sud.
La parte settentrionale è relativamente collinare (punto più elevato Windy Hill, 273 m) e ricca di foreste. Quella meridionale è pianeggiante e intensivamente coltivata; qui vi sono molti laghi, dei quali i più grandi sono Loch Fad, Loc Ascog e Loch Quien.

## Storia

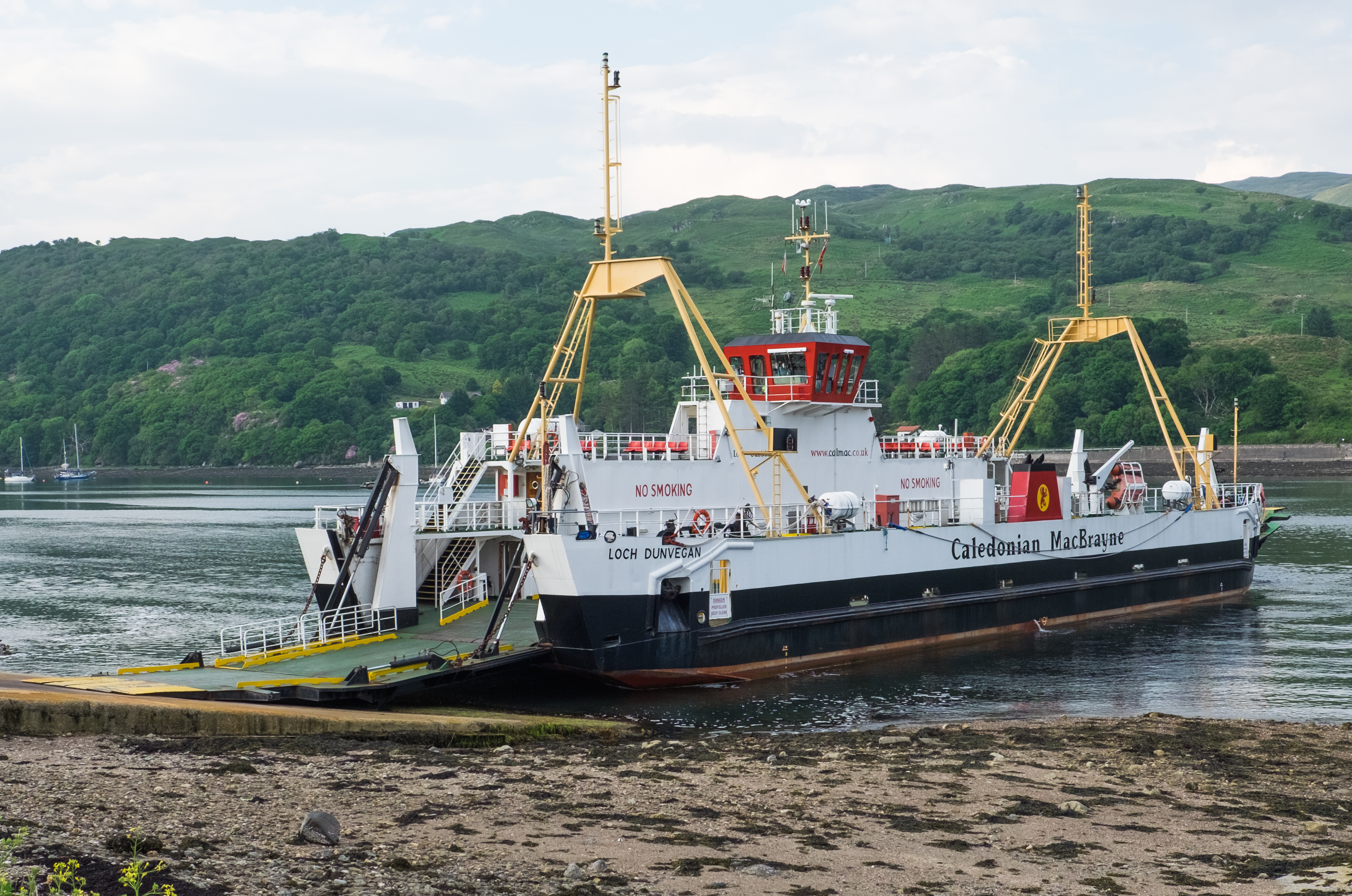
Un traghetto attraccato sull'isola

È dall'era preistorica che l'isola di Bute è abitata; una collana in ambra nera, ritrovata in una tomba preistorica, è stata datata 2000 a.C.
I gaelici arrivarono a Butte durante il regno Daruriada, quando era abitata da popolazioni celtiche.
Poi ci fu il periodo dei Vichinghi, e l'isola era chiamata Rothesay.
Dopo il periodo vichingo l'isola diventò proprietà della monarchia scozzese.
Negli anni quaranta e cinquanta è stata una base grande della marina; durante la II guerra mondiale ha ospitato un campo per ufficiali e sottufficiali delle forze armate polacche.

## Economia
Agricoltura e turismo sono le principali attività economiche con la pesca e la selvicoltura